# 금촌도서관
금촌도서관은 경기도 파주시 소재의 시립 도서관이다.

## 연혁
- 1994년 9월 27일 개관.

## 시설현황
- 3층: 공원녹지과, 체육청소년과
- 2층: 종합자료실(아동자료실), 공부방
- 1층: 금촌 청소년문화의 집
- 지하1층: 보존서고

## 이용 안내
이용 시간
휴관일
- 정기 휴관일: 매월 둘째, 넷째주 월요일, 5째주 월요일
- 법정 공휴일: 일요일을 제외한 법정 공휴일
- 임시 휴관일: 도서관의 장서점검 및 도서정리, 시설의 수리 등 도서관장이 필요하다고 인정할 때